# Còdex Sinaiticus

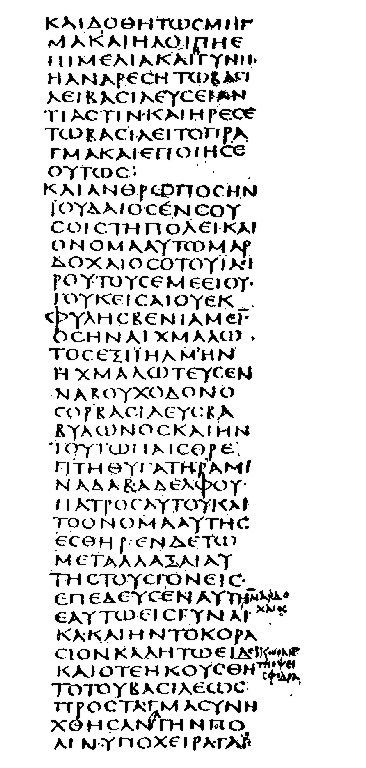
Fragment del Codex Sinaiticus del Llibre d'Ester.

El Codex Sinaiticus és un manuscrit uncial del segle iv de la Bíblia grega, escrit entre el 330 al 350. Originalment contenia la totalitat d'ambdós Testaments, però solament han arribat fins als nostre dies trossos de l'Antic Testament grec o Septuaginta, la totalitat del Nou Testament, l'Epístola de Bernabé, i fragments del Pastor d'Hermes (el que suggereix que aquests últims dos textos podrien haver estat considerats part del cànon bíblic pels editors del còdex).
El còdex està dividit en quatre trossos desiguals: 347 fulls a la Biblioteca Britànica de Londres, 12 fulls i 14 fragments al Monestir de Santa Caterina del Sinaí, 43 fulls a la Biblioteca de la Universitat de Leipzig, i fragments de 3 fulls a la Biblioteca Nacional de Rússia a Sant Petersburg.

## Descobriment
L'any 1844 l'investigador bíblic Konstantin von Tischendorf, viatjà al Monestir de Santa Caterina, al peu del Mont Sinaí a Egipte.
Dins d'un cistell descobrí 43 fulls de pergamí amb textos de Jeremies, Nehemies, Cròniques i Ester, amb altres fragments de manuscrits que, segons explicà Tischendorf, el bibliotecari li indicà que «eren escombraries que havien de ser destruïdes cremant-les als forns del monestir».
Tischendorf realitzà una segona expedició l'any 1853, i aconseguí recuperar dos fragments del llibre del Gènesi.
En una tercera visita al monestir el 1859, i enviat expressament pel tsar Alexandre II de Rússia, Tischendorf descobrí el còdex quasi sencer. Posteriorment en unes tasques de restauració, els monjos del Monestir de Santa Caterina van descobrir, el maig de 1875, sota de la capella de Sant Jordi, nombrosos trossos de pergamí. Entre aquests s'hi trobaven dotze pàgines que faltaven de l'Antic Testament.
Durant dècades, el còdex es va guardar a la Biblioteca Nacional de Rússia. El 1933, la Unió Soviètica el va vendre a la Biblioteca Britànica per la suma de 100.000 lliures.

## Contingut
El text de l'Antic Testament conté els següents passatges
- Gènesi 23,19 - 24,46 — fragments
- Llibre dels Nombres 5,26 - 7,20 — fragments
- Primer de les Cròniques 9,27 - 19,17
- Esdres-Nehemies (des de Esdres 9,9).
- Salms-Siràcida
- Llibre d'Ester
- Llibre de Tobies
- Llibre de Judit
- Llibre de Joel-Llibre de Malaquies

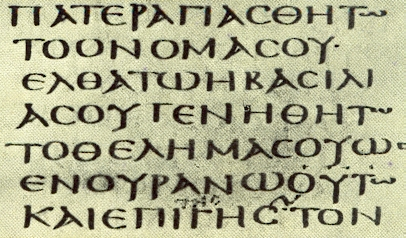
Lluc 11:2 al Codex Sinaiticus.

- Llibre d'Isaïes
- Llibre de Jeremies
- Llibre de les lamentacions
- 1 Macabeus-4 Macabeus

El text del Nou Testament manca de diversos passatges
Versos omesos
- Evangeli segons Mateu 12,47; 16,2b-3; 17,21; 18,11; 23,14; 24,35;
- Evangeli segons Marc 7,16; 9,44; 9,46; 11,26; 15,28; 16,9-20;
- Evangeli segons Lluc 17,36 (probablement omés degut a una haplografia resultant d'un homeoteleuton; el vers va ser afegit per un corrector al marge inferior de manera posterior.), 17:36
- Evangeli segons Joan 5,4; 7,53-8,11; (cf. Imatge "Joan 7,52-8,12"); 16,15; 20,5b-6; 21,25;

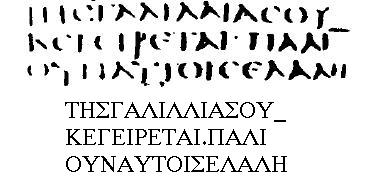
Joan 7,52-8,12 sense la perícope 7,53-8,11 en Sinaiticus.

- Fets dels apòstols 8,37; 15,34; 24,7; 28,29;
- Epístola als romans 16,24.

Frases omeses
- Mateu 5,44 εὐλογεῖτε τοὺς καταρωμένους ὑμᾶς, καλῶς ποιεῖτε τοῖς μισοῦσιν ὑμᾶς (beneeix els que et maleeixen, fes bé als que t'odien);
- Mateu 6,13 – ὅτι σοῦ ἐστιν ἡ βασιλεία καὶ ἡ δύναμις καὶ ἡ δόξα εἰς τοὺς αἰῶνας. ἀμήν (Perquè teu és el regne, el poder i la glòria, pels segles. Amen.) omesa.
- Mateu 10,39a – ο ευρων την ψυχην αυτου απολεσει αυτην, και (Aquell que trobe la seua vida la perdrà, i);
- Mateu 15,6 – η την μητερα (αυτου) (o (sa) mare);
- Mateu 20,23 και το βαπτισμα ο εγω βαπτιζομαι βαπτισθησεσθε (i sigues batejat amb el baptisme amb què estic batejat)
- Mateu 23,35 – υιου βαραχιου (fill de Barachi'ah) omesa; esta omissió és sostinguda només pel còdex 59 (per la primera part), tres Evangelistàries (ℓ 6, ℓ 13, i ℓ 185), i Eusebi.
- Marc 1,1 – υιου θεου "el Fill de Déu" omesa.
- Marc 10,7 – omesa και προσκολληθησεται προς την γυναικα αυτου (i s'unirà a la seua esposa), com en els còdex Còdex Vaticanus Graecus 1209, Còdex Athous Lavrensis, 892, ℓ 48, syrs, goth.

- Lluc 9,55b-56a – καὶ εἶπεν, Οὐκ οἴδατε ποίου πνεύματος ἐστὲ ὑμεῖς; ὁ γὰρ υἱὸς τοῦ ἀνθρώπου οὐκ ἦλθεν ψυχὰς ἀνθρώπων ἀπολέσαι ἀλλὰ σῶσαι (i Ell va dir: "No saps de quina forma d'esperit estàs fet; perquè el Fill de l'home va vindre no a destruir la vida dels homes sinó a salvar-los) omesa en els còdexs: P45, P75, B, C, L, Θ, Ξ, 33, 700, 892, 1241, syr, copbo;
- Joan 4,9 – ου γαρ συνχρωνται Ιουδαιοι Σαμαριταις (els jueus no tenen tracte algú amb els samaritans), és una de les anomenades No interpolacions occidentals; l'omissió és sostinguda per D, a, b, d, e, j, copfay, es va complementar pel primer corrector (abans d'abandonar el scriptorium);

## Digitalització
El mes de juny del 2005, i amb la col·laboració de la Biblioteca Britànica de Londres, es va signar a Londres un document de re-unificació dels textos, procés que es feu amb tecnologia digital que permet veure possible textos ocults en els pergamins. Aquesta digitalització fou presentada durant un congrés sobre el còdex realitzat a la Biblioteca Britànica el juliol de 2009.